# بورگیماکماخی
بورگیماکماخی (به لاتین: Burgimakmakhi) یک منطقهٔ مسکونی در روسیه است که در شهرستان آگولسکی واقع شده‌است.